# Liraglutid
Liraglutid (latinsky liraglutidum; anglicky liraglutide) je registrovaný obezitologický a antidiabetický léčebný prostředek, používaný v České republice od roku 2019 především k léčbě nadváhy a obezity. Z nich plynoucí nemoci dlouhodobě vedou k různým postupům úpravy životosprávy, cvičení, dietám, užívání doplňků stravy, léků či dalších farmaceutických prostředků.
Ve farmaceutických laboratořích byl tento prostředek vyvinut v roce 2009. Následně jej v Evropě začala prodávat dánská firma Novo Nordisk pod obchodními značkami Saxenda, NovoFine, Novotwist nebo Victoza.

## Marketing a indikace
Liraglutid byl schválen jako léčebný prostředek pro lékařské použití v Evropské unii v roce 2009 a ve Spojených státech v roce 2010. Americkým Úřadem pro kontrolu potravin a léčiv (FDA) byl schválen v roce 2014 a Evropskou lékovou agenturou (EMA) v roce 2015 jako lék na snížení hmotnosti pro dospělé s indexem tělesné hmotnosti (BMI) 30 nebo vyšším (obezita ) nebo BMI 27 nebo vyšší (nadváha), kteří mají alespoň jeden problém související s hmotností. V roce 2019 byl schválen FDA také pro léčbu dětí ve věku 10 let nebo starších s diabetem 2. typu, což z něj činí první neinzulinový lék schválený k léčbě diabetu 2. typu u dětí od schválení metforminu v roce 2000.
Výrobce dobře odhadl obchodní potenciál léku, který se v roce 2019 stal 142. nejčastěji předepisovaným lékem ve Spojených státech. Téhož roku byl Státním ústavem pro kontrolu léčiv schválen také k užívání v České republice a pod obchodní značkou Saxenda uveden do praxe. Jeho masovému rozšíření zatím brání poměrně vysoká cena (denní dávka vyjde na 50 až 200 Kč).
Účinnou léčebnou látkou je liraglutidum, což je agonista receptoru pro peptid-1 podobný glukagonu (agonista receptoru GLP-1), známý také jako inkretinová mimetika. Funguje tak, že zvyšuje uvolňování inzulínu ze slinivky břišní a snižuje nadměrné uvolňování glukagonu. Pacient nemá hlad, po malých porcích jídla má pocit nasycení či dokonce přejedení. Pacienti si lék podávají 1x denně sami injekčně pod kůži formou inzulinového pera. U diabetu je méně preferovanou látkou ve srovnání s metforminem. 

## Nežádoucí účinky
Dlouhodobě negativní účinky léku na zdraví (zánět slinivky břišní, zánět žaludku, srdeční choroby, délka života) jsou v českém příbalovém letáku popsány, ale zatím pro krátkou dobu užívání nejsou prozkoumány a specifikovány. 
Mezi časté nežádoucí účinky patří nízká hladina cukru v krvi, nevolnost, závratě, bolesti břicha a bolest v místě vpichu. Gastrointestinální vedlejší účinky bývají nejsilnější na začátku léčebného období a časem by měly odeznět. Jiné závažné vedlejší účinky mohou zahrnovat medulární rakovinu štítné žlázy, angioedém, pankreatitidu, onemocnění žlučníku a problémy s ledvinami. Použití v těhotenství a při kojení není doporučováno. 

## Kontroverze
V roce 2010 společnost Novo Nordisk porušila kodex chování ABPI (The Assotiation of the British Pharmaceutical Industry) tím, že neposkytla informace o vedlejších účincích přípravku a propagovala jej před udělením registrace léku. V roce 2012 nezisková spotřebitelská skupina Public Citizen požádala americký Úřad pro kontrolu potravin a léčiv (FDA), aby okamžitě odstranil liraglutid s obchodní značkou Victoza z trhu, protože dospěla k závěru, že rizika rakoviny štítné žlázy a pankreatitidy převažují nad všemi zdokumentovanými přínosy.
V roce 2017 společnost Novo Nordisk souhlasila s tím, že zaplatí 58,65 milionu dolarů za urovnání několika soudních sporů s oznamovateli údajných negativních účinků. Společnost nezákonně uváděla na trh, propagovala a prodávala Victozu pro off-label použití (například pro diabetes 1. typu v rozporu s Federal Food, Drug, and Cosmetic Act a False Claims Act). Společnost Novo Nordisk zaplatila dalších 1,45 milionu dolarů státům Kalifornie a Illinois za urovnání případů oznamovatelů údajných podvodů proti soukromým komerčním zdravotním pojišťovnám.